# Pseudophygopoda subvestita
Pseudophygopoda subvestita là một loài bọ cánh cứng trong họ Cerambycidae.